# Вінаго зелений
Віна́го зелений (Treron floris) — вид голубоподібних птахів родини голубових (Columbidae). Ендемік Індонезії.

## Опис
Довжина птаха становить 29 см. Довжина хвоста становить 8,1-8,6 см, довжина дзьоба 17-19 мм. У самців обличчя і тім'я сіруваті, лоб білуватий. Забарвлення переважно зелене, спина має пурпурово-бронзовий відтінок, живіт має жовтуватий відтінок. Нижні покривні пера хвоста білі, на кінці зелені. Крила сірувато-чорні, покривні пера мають жовтуваті края. Райдужки світло-карі, лапи рожеві. Дзьоб біля основи зеленувато-сірий, кінчик жовтуватий або зеленуватий. У самиць верхня частина тіла повністю зелена.

## Поширення і екологія
Зелені вінаго мешкають на Малих Зондських островах, зокрема на островах Ломбок, Сумбава, Флорес, Солор, Лембата, Пантар і Алор. Вони живуть у вологих і сухих рівнинних тропічних лісах і екваліптових саванах, на висоті до 1000 м над рівнем моря. Ведуть деревний спосіб життя. Живляться плодами.

## Збереження
МСОП класифікує цей вид як вразливий. За оцінками дослідників, популяція зелених вінаго становить від 3500 до 14000 птахів. Їм загрожує знищення природного середовища.